# Meidi-Ya
Meidi-Ya, Co. Ltd. (яп. 株式会社明治屋, Kabushiki-kaisha Meiji-ya) — японська мережа елітних продуктових магазинів зі штаб-квартирою в Кьобаші, Токіо. Також є великим оптовим дистриб’ютором.

## Огляд
Meidi-Ya спеціалізується на продажу та виробництві продуктів харчування та напоїв, імпорті та експорті харчових продуктів, вин та інших спиртних напоїв, суднового обладнання, продажі промислової продукції, лізингу та імпорту обладнання, нерухомості тощо 